# Nicolò Napoli
Nicolò Napoli (* 7. Februar 1962 in Palermo) ist ein ehemaliger italienischer Fußballspieler und heutiger -trainer. Er bestritt 210 Spiele in der Serie A und gewann im Jahr 1990 den UEFA-Pokal.

## Karriere als Spieler
Die Karriere von Napoli begann im Jahr 1980 im Alter von 18 Jahren beim FC Messina in der italienischen Serie C2. Dort wurde er in der Saison 1981/82 zum Stammspieler und schaffte mit seinem Klub im Jahr 1983 den Aufstieg in die Serie C1. Nach dem Aufstieg verpflichtete ihn SS Cavese aus der Serie B, wo er jedoch nur auf zwei Einsätze kam und bereits im Oktober 1983 zu Benevento Calcio in die Serie C1 wechselte. Im Sommer 1984 kehrte er nach Messina zurück. Nach dem verpassten Aufstieg 1985 stieg er mit seiner Mannschaft ein Jahr später in die Serie B auf. Dort konnte er seinen Stammplatz verteidigen und schloss die Saison 1986/87 im vorderen Mittelfeld ab.
Im Jahr 1987 nahm der italienische Spitzenklub Juventus Turin Napoli unter Vertrag. Dort kam er nur unregelmäßig zum Einsatz und konnte sich nicht auf Dauer behaupten. Mit dem Verein konnte er zwar nicht die Meisterschaft gewinnen, holte aber im Jahr 1990 den italienischen Pokal und den UEFA-Pokal.
Nach vier Jahren verließ Napoli im Jahr 1991 Turin und schloss sich dem Ligakonkurrenten Cagliari Calcio. Dort wurde er zur Stammkraft und schaffte mit dem Klub nach dem Klassenerhalt 1992 ein Jahr später den Einzug in den UEFA-Pokal. Dort schied er mit seiner Mannschaft erst im Halbfinale gegen den späteren Sieger Inter Mailand aus. Die folgenden Spielzeiten beendete der Klub im Mittelfeld der Serie A. Nach fünf Jahren in Cagliari wechselte er zu Reggina Calcio in die Serie B und beendete schließlich bei US Tempio im Jahr 1998 in der Serie C2 seine Karriere.

## Karriere als Trainer
Nach dem Ende seiner aktiven Laufbahn begann Napoli eine Karriere als Fußballtrainer. Nach zwei Stationen in der italienischen Serie D wurde er Anfang 2004 als Nachfolger von Pavel Badea Cheftrainer des FC Universitatea Craiova in der rumänischen Liga 1. Nach einem Unentschieden und zwei Niederlagen wurde er Ende März 2004 bereits wieder entlassen und durch Mircea Rednic ersetzt. Napoli kehrte nach Italien zurück und betreute von 2005 bis 2007 Orbassano Calcio in der Serie D, wo er zweimal in den Play-offs den Aufstieg in die Serie C2 verpasste.
Im Oktober 2007 wurde Napoli zum zweiten Mal Cheftrainer von Universitatea Craiova. Die Saison 2007/08 beendete er auf einem Platz im Mittelfeld. In der darauf folgenden Spielzeit wurde er auf dem sechsten Platz liegend drei Spieltage vor Saisonende entlassen und durch seinen Co-Trainer Ionel Gane ersetzt. Daraufhin heuerte er im Sommer 2009 beim Ligakonkurrenten FC Brașov an, trat aber noch vor Saisonbeginn wieder zurück. Einen Monat später verpflichtete ihn Astra Ploiești als Nachfolger von Ion Moldovan. Am 19. April 2010 wurde er von dem abstiegsbedrohten Verein wieder entlassen und durch Marin Barbu ersetzt. Im Januar 2011 wurde Napoli als Nachfolger von Eugen Neagoe erneut Trainer von Universitatea Craiova.

## Erfolge

### Als Spieler
- UEFA-Pokal-Sieger: 1989/90
- Italienischer Pokalsieger: 1989/90